# Golavabuka
Golavabuka je naselje v Občini Slovenj Gradec.